# Dél-kaukázusi gázvezeték

A Bakı-Tbiliszi-Erzurum-gázvezeték egyike a Bakıból kiinduló több vezetéknek.

A Dél-kaukázusi gázvezeték (vagy: Bakı–Tbiliszi–Erzurum-gázvezeték, BTE-gázvezeték vagy Şah Deniz gázvezeték) csővezeték, amely az azerbajdzsáni kaszpi-tengeri Şah Deniz-gázmezőről szállít földgázt Törökországba.

## Története
A vezetékbe 2006. május 21-én pumpáltak először gázt a Sangachal terminálnál. A szállítások 2006. december 15-én indultak meg.
2008. augusztus 12-én a BP lezárta a vezetéket, biztonsági okokból, a dél-oszétiai konfliktus miatt. Augusztus 14-én azonban újraindították a szállításokat.

## Leírása
Az 1,07 méter átmérőjű vezeték párhuzamosan fut a Bakı–Tbiliszi–Ceyhan-kőolajvezetékkel. Hossza 692 kilométer, ebből 442 kilométer Azerbajdzsánban és 248 kilométer Grúziában. Szállítókapacitása egyelőre 8,8 milliárd köbméter, de ez 2012-re 20 milliárd köbméterre növekedhet. A tervezett Transz-Kaszpi gázvezeték összekapcsolhatja türkmén és kazah gázforrásokkal is.

## Gazdasági jelentősége
A vezeték elsődleges célja, hogy ellássa Törökországot és Grúziát. Grúzia tranzitországként tranzitdíj fejében kiveheti az áthaladó gáz 5%-át és ezenkívül még félmillió köbmétert kedvezményes áron. Hosszabb távon a vezeték Európa ellátásához is hozzájárulhat a tervezett Nabucco, Törökország–Görögország és Görögország–Olaszország vezetékeken keresztül.

## A projektcég
A vezetéket a brit BP és a norvég StatoilHydro vezette konzorcium építtette. A konzorcium részvényesei:
- BP (UK) 25,5%
- StatoilHydro (Norvégia) 25,5%
- Azerbajdzsáni Állami Olajvállalat (SOCAR) (Azerbajdzsán) 10%
- LukAgip, az orosz Lukoil és az olasz Eni vegyesvállalata (Oroszország/Olaszország) 10%
- TotalFinaElf (Franciaország) 10%
- Oil Industries Engineering and Construction (OIEC) (Irán) 10%
- Türkiye Petrolleri Anonim Ortaklığı (TPAO) (Törökország) 9%

A vezeték technikai működtetője a BP, kereskedelmi üzemeltetője a Statoil.